# Pieter Gerardus van Os

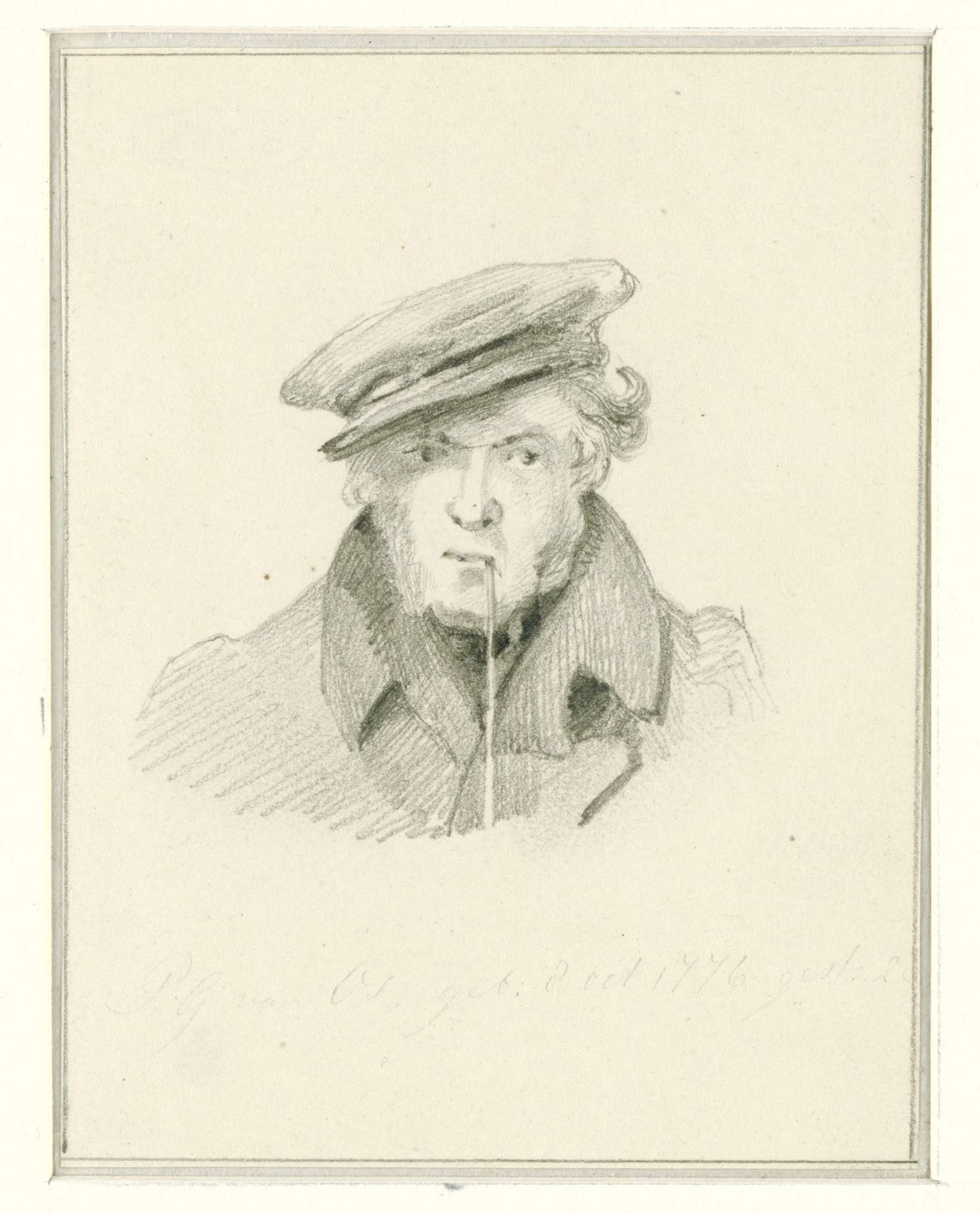
Zelfportret, ca. 1818

Pieter Gerardus van Os (Den Haag, 8 oktober 1776 – aldaar, 28 maart 1839) was een Nederlands kunstschilder. Hij schilderde vooral landschappen, vaak ook met vee. 

## Leven en werk
Pieter van Os was een zoon en leerling van Jan van Os en Susanna de la Croix en een broer van Georgius van Os en Maria Margaretha van Os.
Na zijn opleiding werd hij tekenleraar in Amsterdam, waar hij ook miniatuurportretten vervaardigde. Rond 1805 begon hij zich toe te leggen op landschapsschilderingen met vee en ontwikkelde hij zich tot een echte dierenschilder. Hij volgde hierbij het voorbeeld van de 17e-eeuwse meesters, zoals de vermaarde dierenschilder Paulus Potter.
In de jaren 1813-1814 nam Van Os als kapitein van een vrijwilligerskorps deel aan het beleg van Naarden dat bezet was door Franse troepen. Deze ervaringen leidden tot een aantal schilderijen met militaire onderwerpen. Na deze periode richtte hij zich wederom op zijn specialisme, landschappen met vee.
Pieter van Os was de vader en leermeester van de kunstschilder Pieter Frederik van Os.

## Galerij

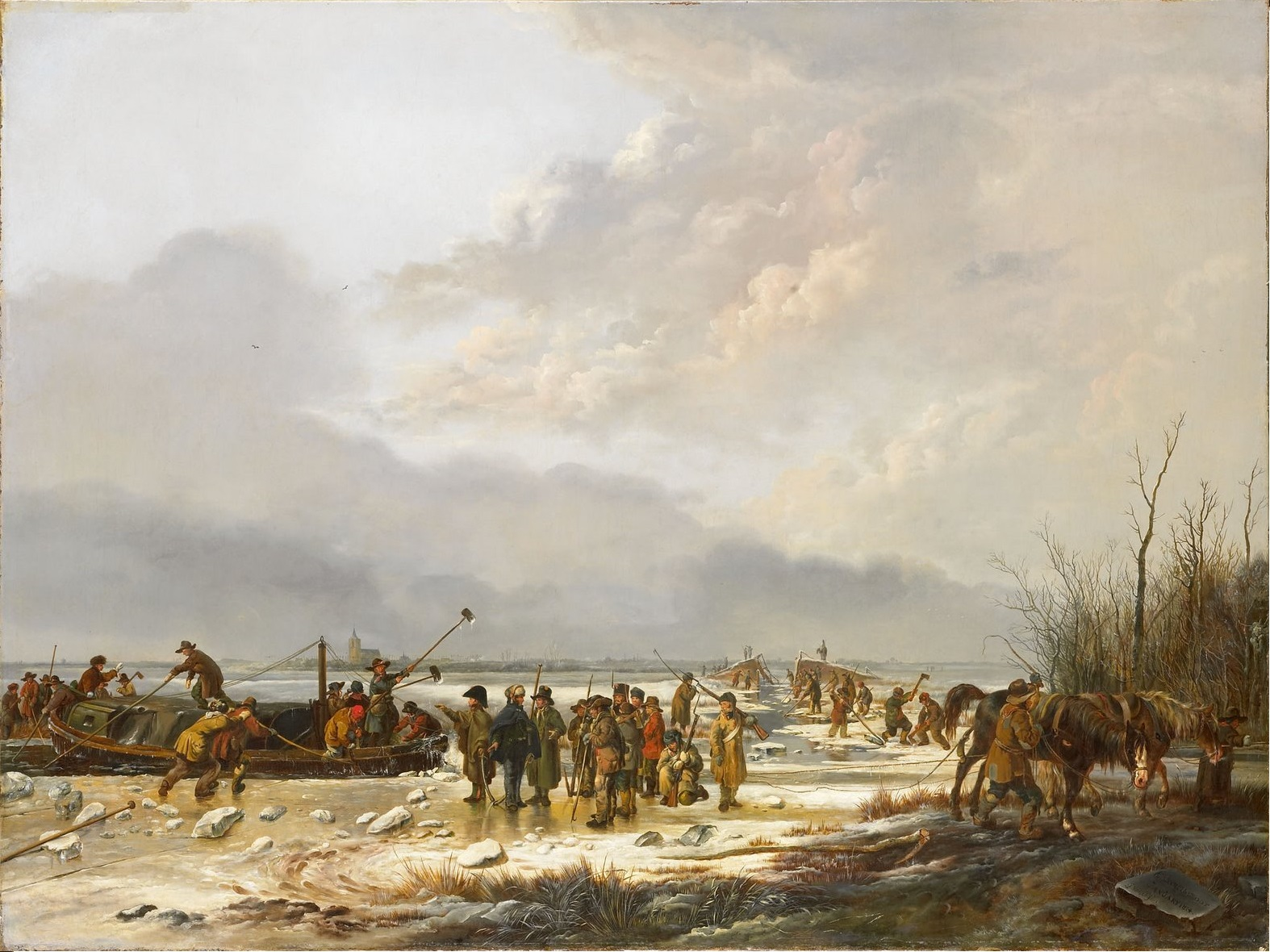
Het door-ijzen van de Karnemelksloot tijdens het beleg van Naarden, 1814
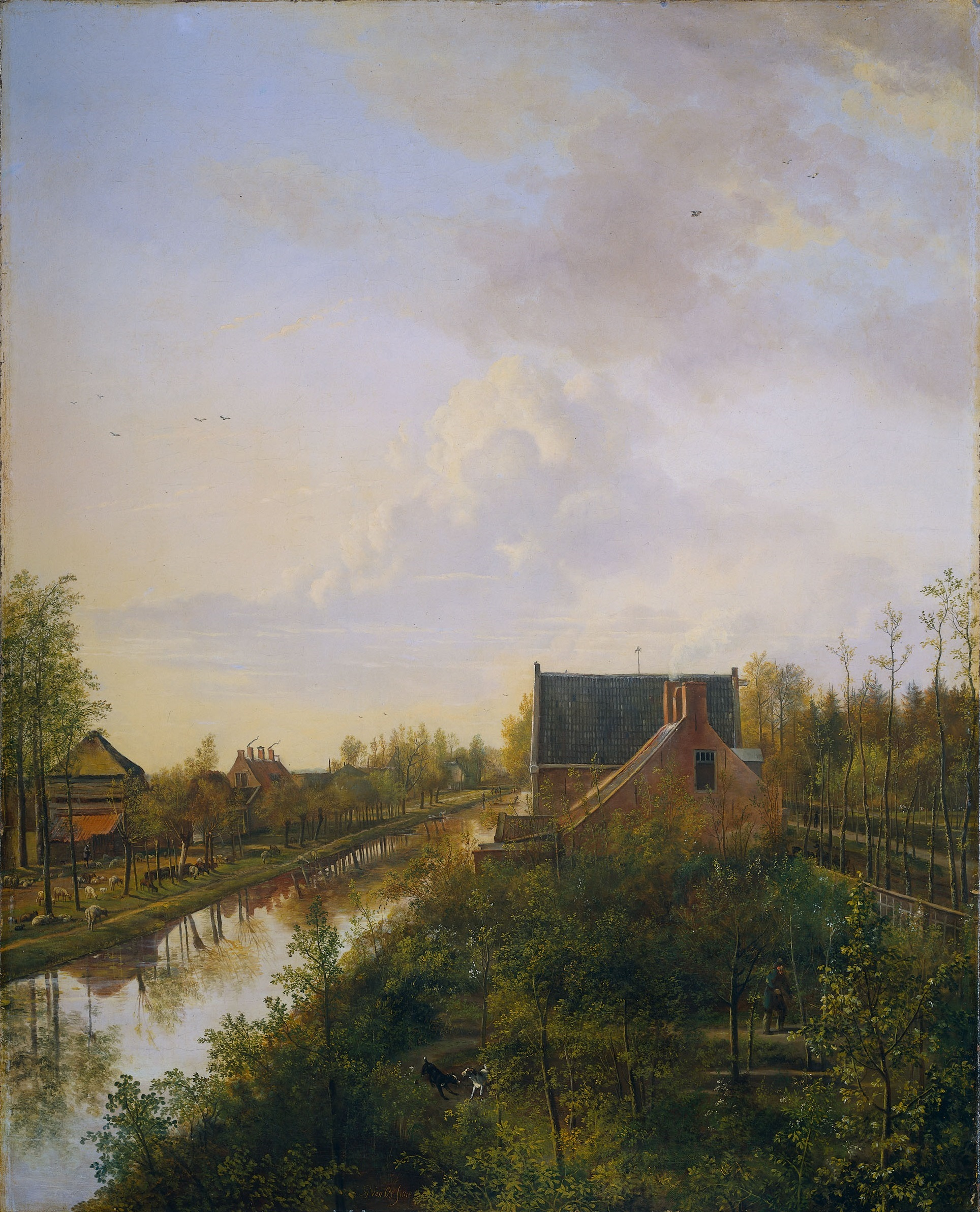
De vaart bij 's-Graveland, 1818, Rijksmuseum Amsterdam
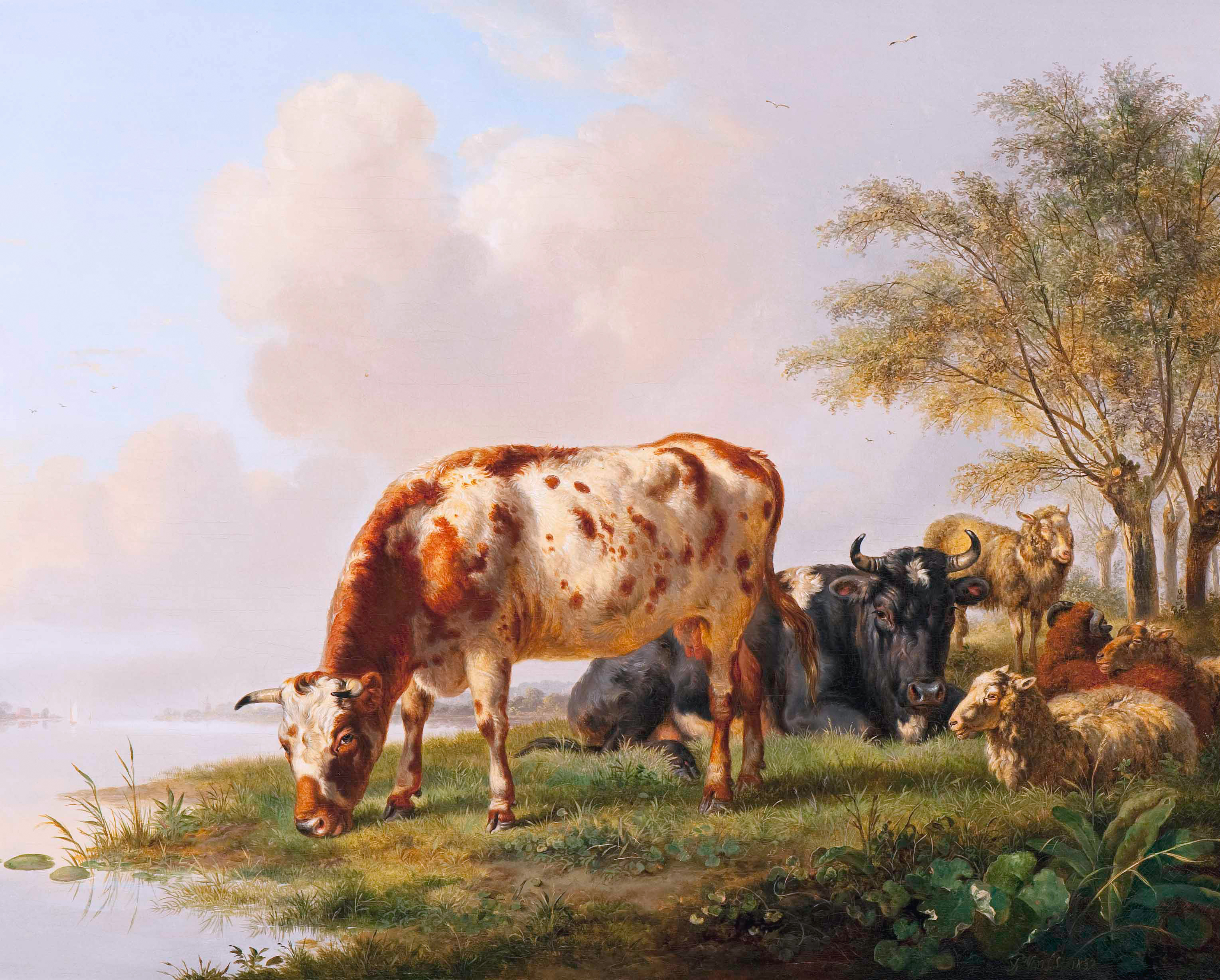
Koeien en schapen langs de waterkant, 1832